# Horaichthys
Horaichthys is een voormalig geslacht van straalvinnige vissen uit de familie van schoffeltandkarpers (Adrianichthyidae).